# Trichocentrum
Trichocentrum är ett släkte av orkidéer. Trichocentrum ingår i familjen orkidéer.

## Bildgalleri

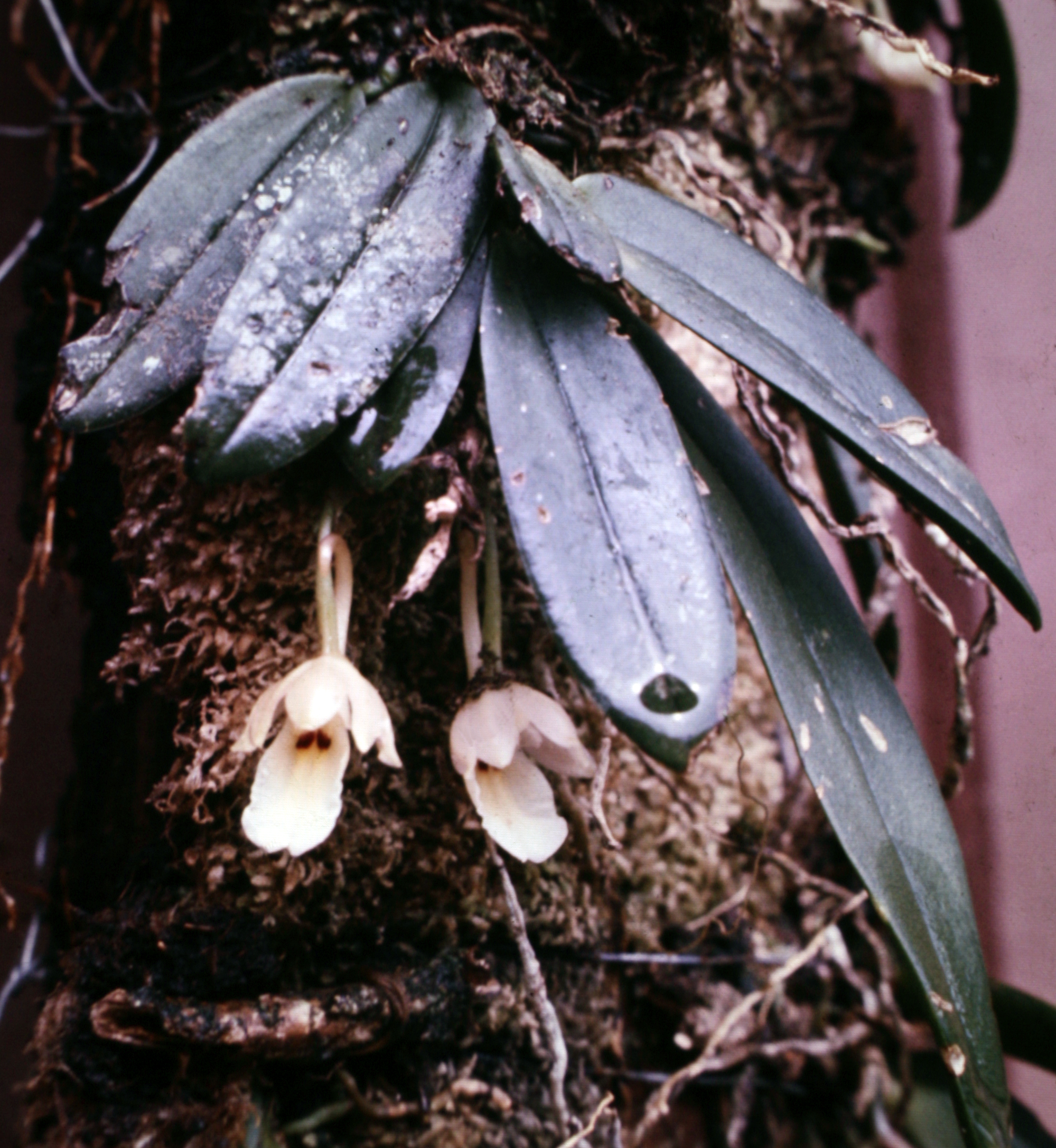
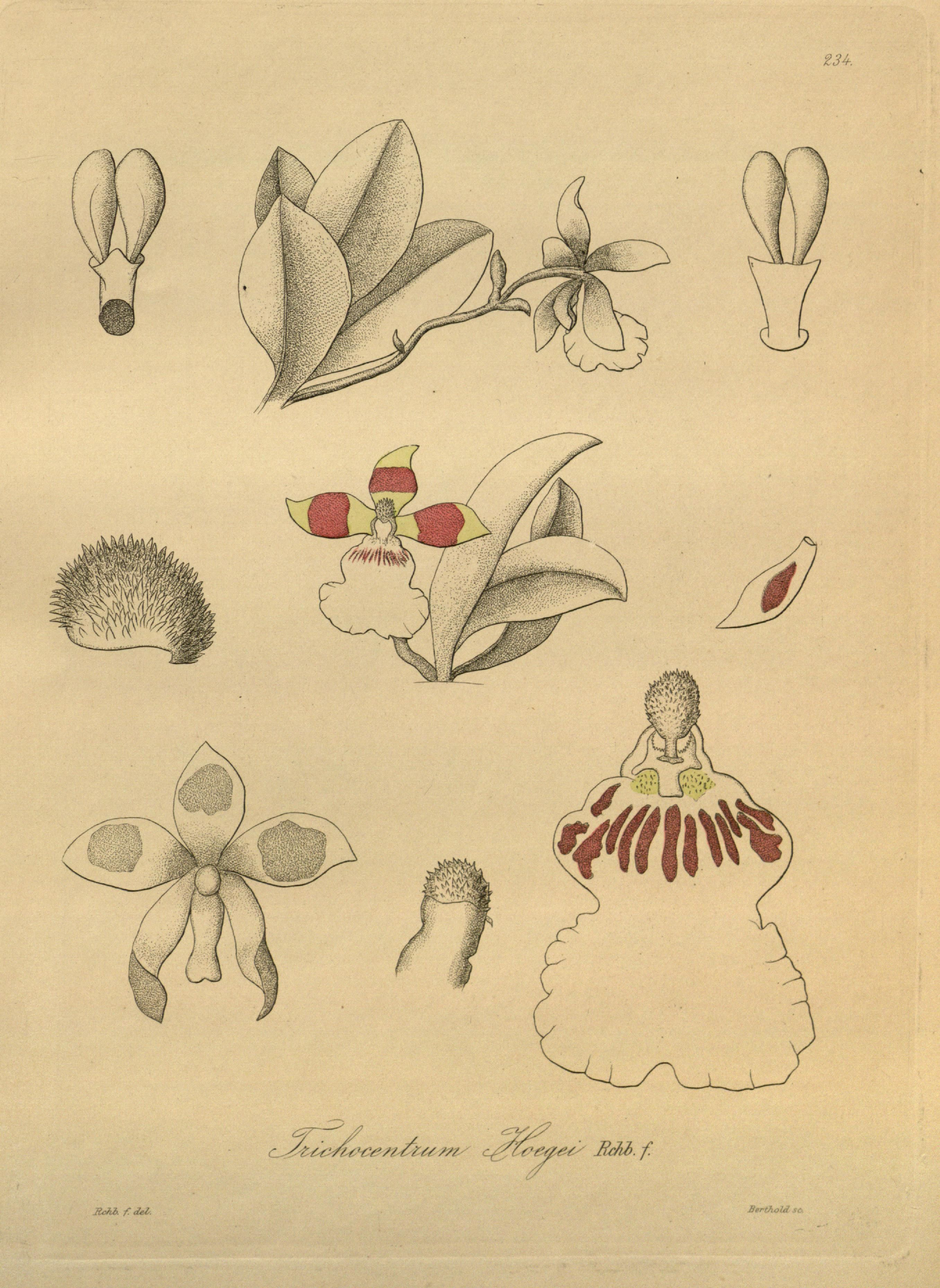
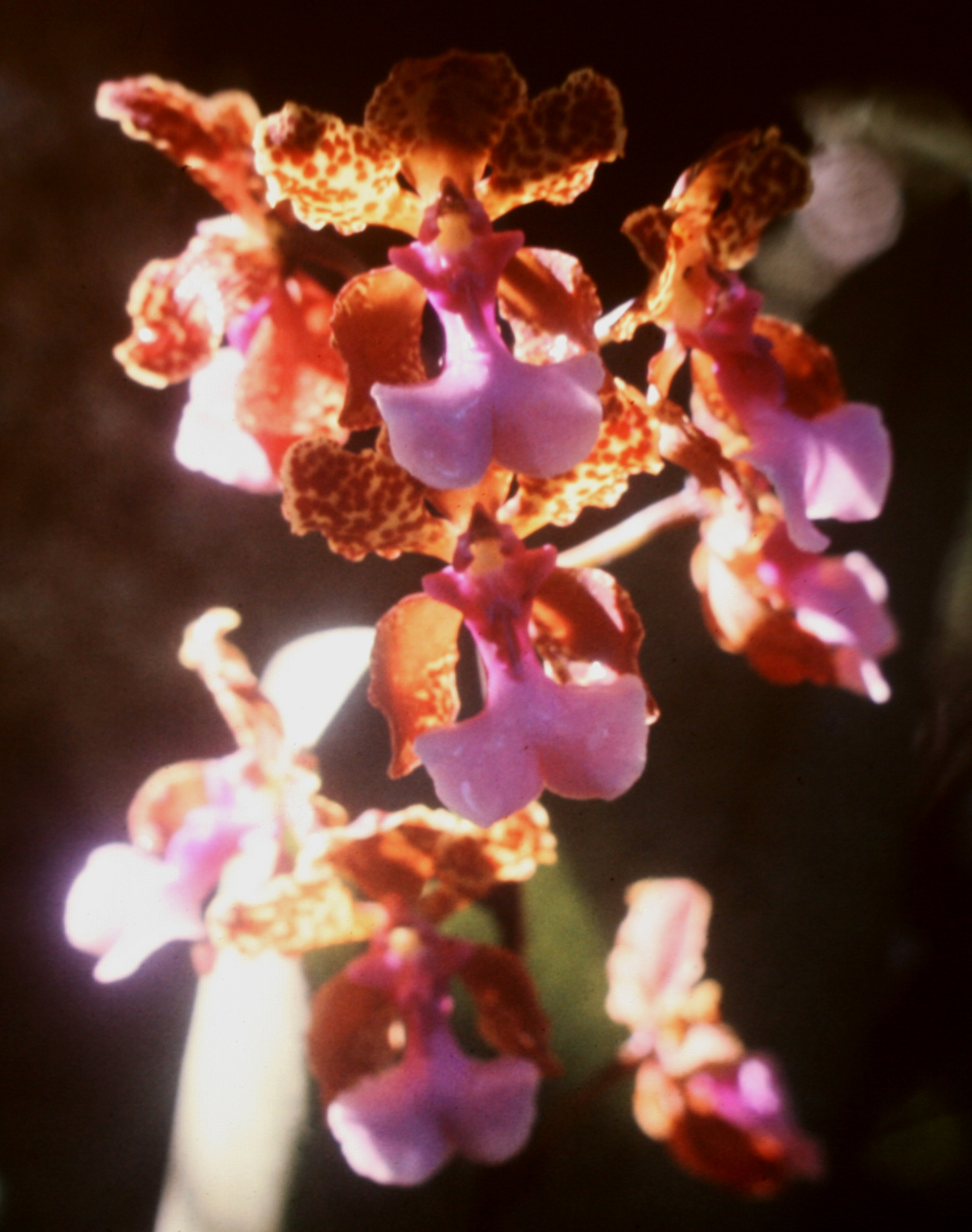
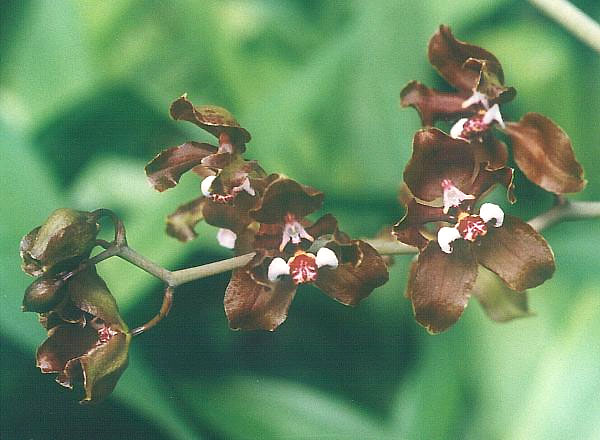
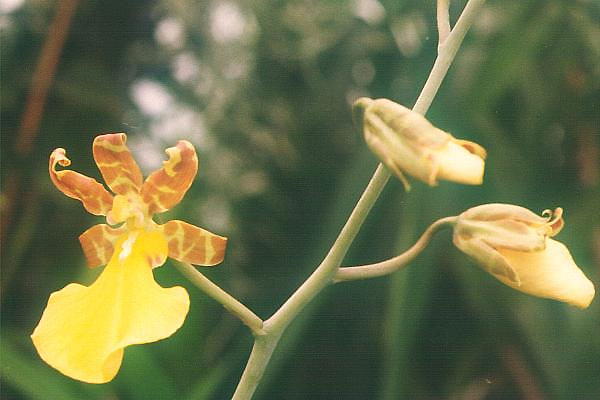
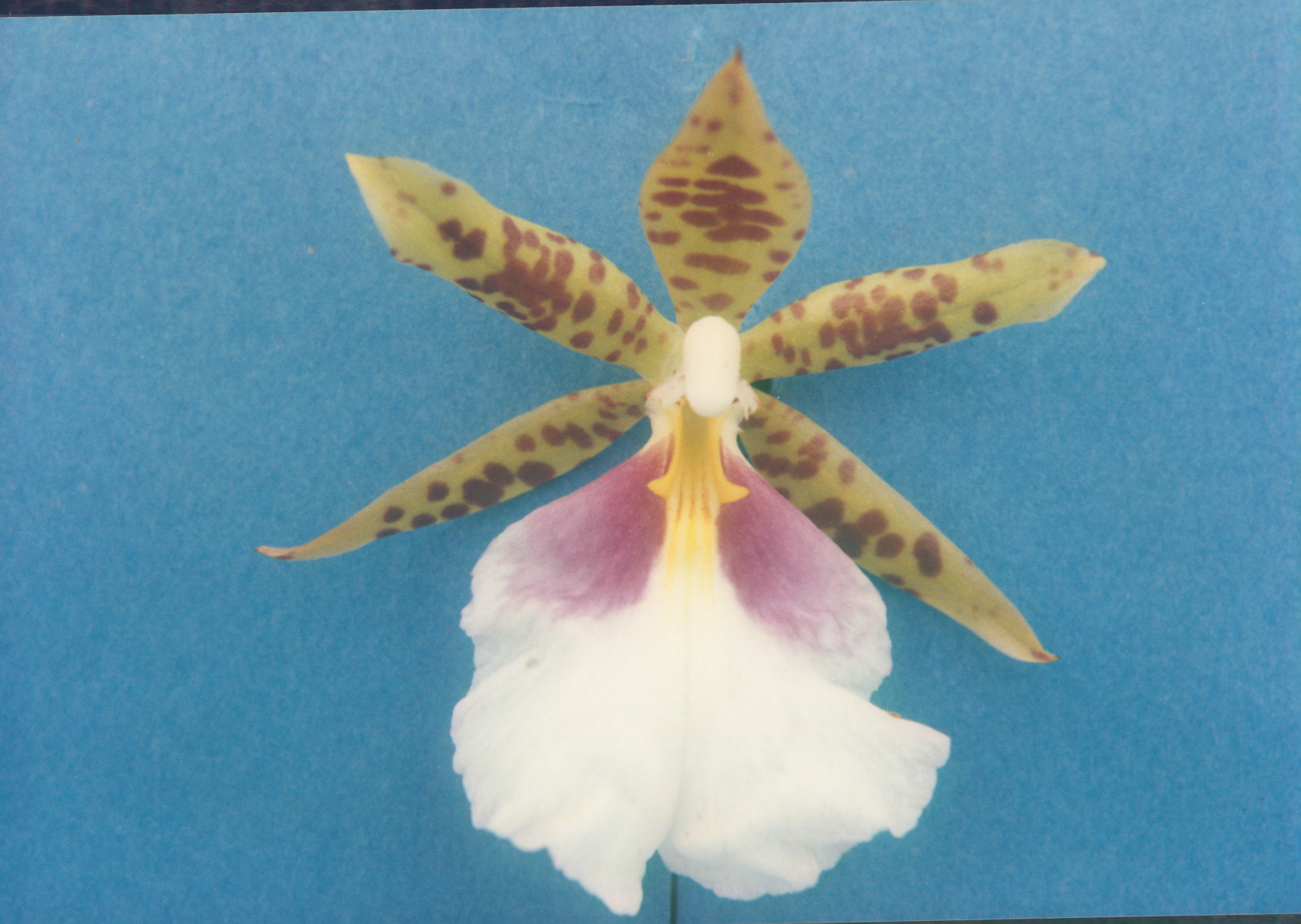

## Dottertaxa tillTrichocentrum, i alfabetisk ordning[1]
- Trichocentrum aguirrei
- Trichocentrum albococcineum
- Trichocentrum andreanum
- Trichocentrum andrewsiae
- Trichocentrum ascendens
- Trichocentrum aurisasinorum
- Trichocentrum bicallosum
- Trichocentrum binotii
- Trichocentrum brachyceras
- Trichocentrum brachyphyllum
- Trichocentrum brandtiae
- Trichocentrum brenesii
- Trichocentrum brevicalcaratum
- Trichocentrum caloceras
- Trichocentrum candidum
- Trichocentrum capistratum
- Trichocentrum carthagenense
- Trichocentrum cavendishianum
- Trichocentrum cebolleta
- Trichocentrum cepula
- Trichocentrum chrysops
- Trichocentrum costaricense
- Trichocentrum cymbiglossum
- Trichocentrum dianthum
- Trichocentrum estrellense
- Trichocentrum flavovirens
- Trichocentrum fuscum
- Trichocentrum haematochilum
- Trichocentrum helicanthum
- Trichocentrum hoegei
- Trichocentrum ionopthalmum
- Trichocentrum johnii
- Trichocentrum jonesianum
- Trichocentrum lacerum
- Trichocentrum lanceanum
- Trichocentrum leeanum
- Trichocentrum lindenii
- Trichocentrum longifolium
- Trichocentrum lowii
- Trichocentrum loyolicum
- Trichocentrum luridum
- Trichocentrum margalefii
- Trichocentrum marvraganii
- Trichocentrum mattogrossense
- Trichocentrum microchilum
- Trichocentrum morenoi
- Trichocentrum nanum
- Trichocentrum neudeckeri
- Trichocentrum nudum
- Trichocentrum obcordilabium
- Trichocentrum oestlundianum
- Trichocentrum orthoplectron
- Trichocentrum panduratum
- Trichocentrum pfavii
- Trichocentrum pinelii
- Trichocentrum pohlianum
- Trichocentrum popowianum
- Trichocentrum porphyrio
- Trichocentrum pulchrum
- Trichocentrum pumilum
- Trichocentrum purpureum
- Trichocentrum recurvum
- Trichocentrum splendidum
- Trichocentrum stacyi
- Trichocentrum stramineum
- Trichocentrum teaboanum
- Trichocentrum teaguei
- Trichocentrum tenuiflorum
- Trichocentrum tigrinum
- Trichocentrum undulatum
- Trichocentrum wagneri
- Trichocentrum viridulum